# Grazzano Badoglio
Grazzano Badoglio (innan 1938 Grazzano Monferrato) är en ort och kommun i provinsen Asti i regionen Piemonte i Italien. Kommunen hade 609 invånare (2018).